# Arboreal (álbum)
Arboreal es el novento álbum de estudio de The Flashbulb (Benn Jordan), lanzado el 8 de junio de 2010.
Alphabasic ofreció una edición limitada (500 copias) que incluyen un librillo de 20 páginas en color titulado «While You Were Flying - The Rewards of Aerophobia» (Mientras tú volabas - Las Recompensas de la Aerofobia). Este contiene fotos tomadas por Benn Jordan mismo mientras manejaba su auto a través de Estados Unidos.

## Lista de canciones
1. "Undiscovered Colours" – 4:17
2. "Dragging Afloat" – 3:33
3. "The Trees in Russia" – 3:55
4. "We, The Dispelled" – 3:01
5. "Meadow Crush" – 3:32
6. "A Raw Understanding" – 4:55
7. "Dread, Etched In Snow" – 2:16
8. "A Million Dotted Lines" – 3:52
9. "Once Weekly" - 3:24
10. "Springtime In Distance" – 1:26
11. "Dreaming Renewal" – 3:46
12. "The Great Pumpkin Tapes" – 2:02
13. "Lines Between Us" – 3:13
14. "Burning The Black And White" – 2:59
15. "Telescopic Memorial" – 4:08
16. "Skeletons" – 6:30
17. "Tomorrow Untrodden" – 2:08